# 관리 훈련 계획
관리 훈련 계획(Management Training Program)은 미국 극동 공군의 부문 감독자에 대한 훈련용으로 만들어진 것이다. 내용은 훈련, 개선, 인간관계인 TWI(Training With in Industry)의 3항목 외에 관리 및 조직의 원칙까지 포함된 것으로 내용적으로는 광범하고 체계적인 것이다.  

## 특색
1. 과학적 관리의 원칙과 기법을 미들 매니지먼트에 대하여 가르쳐 준다.
2. 훈련 방식으로서 회의 방식을 도입한다.
3. 톱 매니지먼트에게 교육 훈련의 중요성을 인식시키는 데에 공헌한다.

## 단점
1. TWI와 같이 다만 지식의 주입만으로 끝나, 그것을 일상 작업에 충분히 살리지 못한다.
2. 미들 매니지먼트의 현직자의 능률을 올리는 데에 중점을 두어 톱매니지먼트의 후계자 육성의 면에서의 비중이 가벼웠다.